# آتش‌سوزی در مدرسه شین‌آباد
آتش‌سوزی در مدرسه دخترانه روستای شین‌آباد (از توابع پیرانشهر) یکی از آتش‌سوزی‌ها به دلیل نقص تجهیزات گرمایشی در مدارس ایران بود که در روز چهارشنبه، ۱۵ آذر ۱۳۹۱ اتفاق افتاد. در این حادثه ۲۹ دانش‌آموز دختر دچار سوختگی شدند که دو نفر از آن‌ها بر اثر شدت جراحات وارده فوت کردند. همچنین انگشتان سه تن از دانش‌آموزان به دلیل شدت سوختگی و عدم قبول پیوند قطع شد. گزارش‌ها حاکی از آن است که این حادثه که به جراحت شدید دانش آموزان منجر شد، عوارض روحی و اجتماعی جدی برای حادثه دیدگان، اعضای خانواده آنها و ساکنان روستا ایجاد کرده‌ بود.

## حادثه
ساعت ۸ صبح روز چهارشنبه، ۱۵ آذر ۱۳۹۱، یک کلاس درس مدرسه ابتدایی روستای شین‌آباد از توابع شهرستان مرزی پیرانشهر دچار آتش‌سوزی شد و از ۳۷ نفر دانش آموزان آن ۲۹ نفر دچار سوختگی شدند. حادثه زمانی روی داده که بخاری نفتی این کلاس دچار آتش‌سوزی شد و تلاش سرایدار مدرسه برای خاموش کردن آن با استفاده از کپسول آتش‌نشانی مؤثر واقع نشد. سرایدار مدرسه وقتی نتوانست آتش را خاموش کند، اقدام به انتقال بخاری به بیرون از کلاس کرد که در این موقع بخاری منفجر شد و آتش به تمام سطح کلاس سرایت کرد.
طبق گزارش سازمان آتش‌نشانی، نشت نفت بخاری، دستپاچگی مدیر مدرسه در کنترل بخاری و افتادن آن، ازدحام دانش آموزان کلاس موقع خروج از کلاس و وجود حصار در پنجره‌های کلاس علت حادثه ذکر شده‌است.

## اقدامات بعد از حادثه
ساعت ۱۱:۵۰ دقیقهٔ صبح روز حادثه، امدادگران سازمان امداد و نجات در جریان آتش‌سوزی قرار گرفتند و سه تیم امداد به محل حادثه اعزام شد.
۱۵ نفر از مصدومین به بیمارستان ابن‌سینا تبریز منتقل شدند که از ۷ نفر از آن‌ها در بخش مراقبت‌های ویژه (آی‌سی‌یو) بستری شدند. بقیه مصدومین در بیمارستان امام خمینی ارومیه تحت درمان قرار گرفتند. سیران یگانه یکی از مصدومین در ۱۹ آذر به علت شدت جراحات وارده از ناحیه ریه فوت کرد.
در ۸ دی ۱۳۹۱، ساریا رسول‌زاده یکی دیگر از مصدومین در اثر آسیب‌هایی که به دستگاه تنفسی و کلیه‌هایش وارد آمده بود در بیمارستان ابن‌سینا تبریز درگذشت.
چهل روز پس از این حادثه، پزشکان به دلیل شدت سوختگی و عدم قبول پیوند مجبور به قطع انگشتان سه تن از دانش آموزان این حادثه شدند.

## واکنش‌ها
مرتضی رئیسی، معاون وزیر آموزش و پرورش و رئیس سازمان تجهیز و نوسازی مدارس امکانات موجود در کلاس درس را استاندارد توصیف کرد. وی همچنین ذکر کرد: «کپسول آتش‌نشانی در پشت کلاس درس بوده و حتی از آن برای خاموش کردن آتش استفاده شده‌است و تمام مسئولان مدرسه به خصوص سرایدار در خصوص رعایت ایمنی مدارس آموزش‌های لازم را فرا گرفته‌اند.»
رسول خضری، نماینده پیرانشهر و سردشت در مجلس شورای اسلامی در تذکر شفاهی خود در پایان وقت علنی جلسه مجلس، خواستار پاسخگویی مقام‌های دولتی و استعفای وزیر آموزش و پرورش شده‌است.
وزیر آموزش و پرورش حمیدرضا حاجی‌بابایی در گفتگو با خبرنگاران در پاسخ به سؤالی مبنی بر تقاضای برخی نمایندگان مجلس به استعفای وزیر و برکناری مدیرکل آموزش و پرورش آذربایجان غربی گفت: «شما چی؟ شما را برکنار کنیم یا نه اگر به موقع خبر می‌دادید مواظب مدرسه شین آباد پیرانشهر باشید این اتفاق روی نمی‌داد.»

## غرامت
در سال ۱۳۹۱ خانواده دو نفری که بر اثر شدت جراحات و سوختگی فوت کردند دیه دریافت کردند و در سال ۹۲ نیز آنهایی که دوره درمانی‌شان تمام شد، توانستند دیه دریافت کنند. اما پنج - شش خانواده دیگر که دیه نگرفته بودند در سال ۹۳ بیمه بر اساس قوانین جمهوری اسلامی نصف دیه کامل را به آنها پرداخت کرد! اما رسول خضری گفت: پیشنهاد شد که مابه‌التفاوت مبلغ دیه توسط دولت به این خانواده‌ها پرداخت شود. همچنین وی افزود رئیس‌جمهور (حسن روحانی) در نامه‌ای به وزیر آموزش و پرورش دستور تخصیص اعتبار مناسب برای مستمری مادام العمر این دانش آموزان را داده‌است.

## نگارخانه

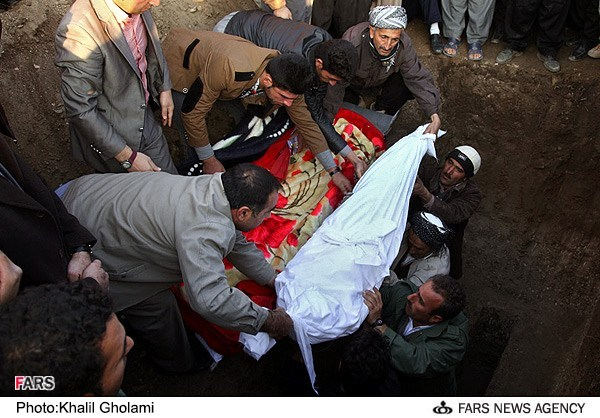
خاکسپاری سیران یگانه
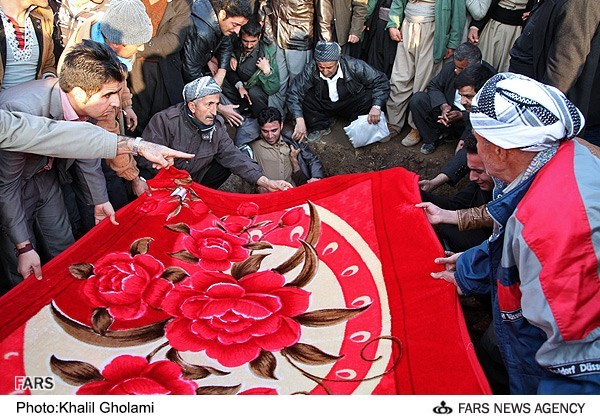
خاکسپاری سیران یگانه
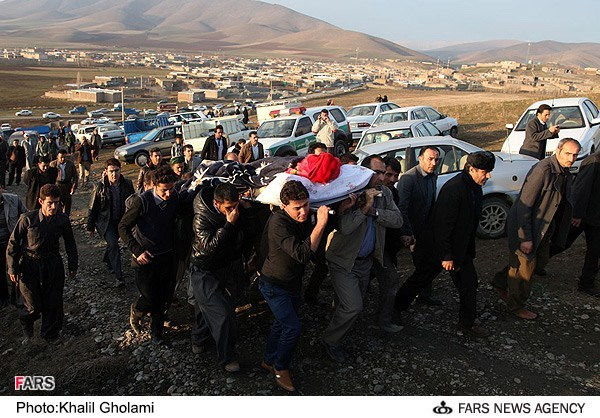
خاکسپاری سیران یگانه
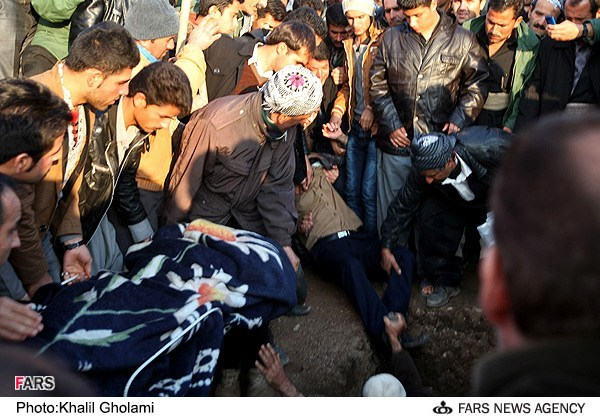
خاکسپاری سیران یگانه
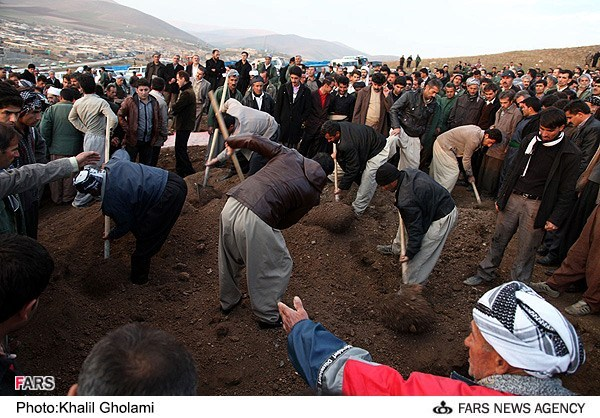
خاکسپاری سیران یگانه